# كريس بنوا
كريستوفر مايكل بينوا (/ bənˈwɑː / ؛ 21 مايو 1967-24 يونيو 2007) (بالإنجليزية: Chris Benoit)‏ هو مصارع كندي محترف، شارك في العديد من العروض الترويجية خلال مسيرته المهنية التي استمرت 22 عامًا بما في ذلك المصارعة الحرة العالمية الترفيهية (WWF / WWE)، بطولة العالم للمصارعة (WCW)، بطولة المصارعة العنيفة (ECW)، والمصارعة اليابانية الجديدة للمحترفين (NJPW). اعتبره الصحفي ديف ميلتزر «واحدًا من أفضل 10، وربما حتى أفضل 5 عظماء على الإطلاق في هذه اللعبة.»
حاز بينوا على 22 لقبا وكان بطل العالم مرتين، وحصل على لقب بطولة العالم للوزن الثقيل مرة واحدة  وكان على وشك الحصول على بطولة العالم للمرة الثالثة في الحدث الذي أقيم في ليلة وفاته، كان بينوا هو البطل الثاني عشر في بطولة التاج الثلاثي (Triple Crown Champion) التي تقيمها مؤسسة المصارعة العالمية الترفيهية (WWE) والسابع في بطولة التاج الثلاثي لبطولة العالم للمصارعة (WCW) والثاني من بين أربعة مصارعين في التاريخ يحققون بطولة التاج الثلاثي مرتين. فاز بينوا ببطولة الرعد الملكية (Royal Rumble) لعام 2004 فانضم بهذا الإنجاز إلى المصارع شون مايكلز وتفوق على المصارع إيدج كواحد من بين ثلاثة مصارعين يفوزون بهذا اللقب.
في جريمة قتل مزدوجة وانتحار مشتبه بها، خلص المسؤولون المحليون المكلفون بإنفاذ القانون بناءً على «الأدلة التي تم العثور عليها داخل منزل (عائلة بنوا)»، أن بينوا قتل زوجته في المنزل في 22 يونيو 2007، وابنه البالغ من العمر 7 سنوات في 23 يونيو، وانتحر في اليوم التالي (أي 24 يونيو)، حيث قام بشنق نفسه باستخدام معدات في منطقة تدريب الأثقال الواقعة في قبو المنزل. اقترحت التحقيقات اللاحقة التي أجراها معهد الإرث الرياضي أن بينوا كان يعاني من الاكتئاب واعتلال الدماغ الرضحي مزمن، وهي حالة من تلف الدماغ، بسبب العديد من ارتجاجات الدماغ التي عانى منها بينوا خلال مسيرته في المصارعة المحترفة وهما على الأرجح كانا من العوامل المساهمة المحتملة التي أدت إلى تلك الجريمة.

## مسيرته
بدأ كريس بنوا مسيرته الحقيقية في عام 1986م وقد بدأ بمسيرته هذه الحافلة بالإنجازات في اتحاد يدعى (Stampede Wrestling Promotion) والذي يختصر اسمه ب (SWP) وهذا الاتحاد مملوك من قِبل (ستو هارت)، ربح العديد والكثير من الألقاب مثل لقب التاق تيم والقارات وقد ربح أيضاً ألقاب (British Commonwealth)هناك، وكانت لديه سلسلة ممتازة من المباريات الرائعة من النوع الفردي أمام المصارع (جوني سميث) وكان ذلك قبل انتهاء الـ (Stampede) في عام 1989 م، ومن خلال تلك الفترة غادر كريس بنوا إلى الاتحاد المعروف ألا وهو (New Japan Pro Wrestling)واختصاره (NJPW)، تحت اسم وقناع
(The Pegasus Kid)
وهذا الاسم يعود إلى بطله العريق والمفضل في المصارعة وهو (The Dynamite Kid)، وقد نزع كريس بنوا قناعة أخيراً في المكسيك وغيّر اسم الحلبة وبكل سهوله إلى (Wild Pegasus)، وفي اتحاد (NJPW) ذهب إلى مالك الاتحاد كمؤدي للمباريات مع النجوم أمثال (Jushin Liger وShinjiro OhtaniوBlack Tiger والراحل Eddie Guerrero و El Samurai)
وفي عام 1991م ربح كريس بنوا لقب الوزن الثقيل للاتحاد وكان اسم اللقب (IWGP Junior Heavyweight)من المصارع الشهير والمعروف (ليجر)، وكان هذا اللقب لقبه في الأول والرئيسي في مسيرته، وبعد فترة خسر كريس بنوا لقبه الأول وقناعه، وعاد اللقب إلى (ليجر)، واستمر كريس بنوا في مسيرته حتى حقق كأس (Super J Cup)، وكان ذلك في عام 1994 م وذلك بهزيمة أمثال (Black Tiger وGreat Sasuke)، وفي كل الأوقات قبل أن يذهب الذئب كريس بنوا إلى الولايات المتحدة الأمريكية، لعب عدة مباريات في المكسيك وألمانيا حيث ربح عدة بطولات إقليمية، وقد كانت له فتره قصيرة في الاتحاد المعروف والشهير ألا وهو (WCW)، وذلك في بداية التسعينيات، ولكن للأسف لم ينجح بتحقيق الفوز بالألقاب....

## وفاته
- طبقا للتحقيقات قد قالت الشرطة إن سبب وفاة المصارع كريس بنوا وزوجته نانسي وابنه دانيال هو
نتيجة انتحار أو قتل وموقع الـ WWE.COM قد أكد هذا وأخبرنا به.
- وقد قالت المصادر والتقارير إن سبب عدم حضور المصارع كريس بنوا مهرجان الـ Vengeance هو أن  
كريس بنوا قد أرسل للـ WWE عدة رسائل نصية يتحدث فيها بوجود عدة مشاكل عائلية طارئة مما دفع
الـ WWE بتغيير المباراة في مهرجان الـ Vengeance .. وبعد أن ارسل كريس بنوا هذه الرسائل قد جعل أصدقائه قلقين.. وقد قال المصدر إن أحد أصدقاء كريس بنوا تشافو غيريرو قد طلب من الشرطة الذهاب لمنزل المصارع كريس بنوا للاطمئنان عليه هو وعائلته 
- وقد وصلت الشرطة إلى منزل المصارع كريس بنوا في الساعة 4 مساء ً بالتوقيت الغربي وبعد أن دخلت
المنزل قد حددت أماكن كريس بنوا وزوجته وابنه بعد أن وجدوا الأسرة كلها قد توفيت 
- وفي العاشرة مساءً من يوم الإثنين قد قام الملازم الأول بوب هيلد بعمل مؤتمر صحفي بالاشتراك مع
مدعي باسم المنطقة التي يسكن بها كريس بنوا وقد تحدثوا بخصوص وفاة كريس بنوا وقد كانت نتائج
هذا المؤتمر الصحفي أن: سبب وفاة كريس بنوا الانتحار 
- وقد قالت تقارير الـ WAGA أن كريس بنوا هو الذي قتل زوجته ثم قتل ابنه والذي كان عمرة سبع سنوات
ثم قتل نفسة وكان هذا يوم الأحد  
- وقد قال المصدر آن أجسام كُلاًّ من كريس بنوا وزوجته وابنه قد تسلمت إلى Georgia Bureau لعمل 
الفحوصات والتقارير على أجسامهم لاكتشاف سبب الوفاة.. وقد قيل إن التقارير سوف تصدر بعد أسبوعين على الأقل
- وقد قالت المصادر إن الـ WWE .COM لها تفاصيل كثيرة بخصوص سبب الوفاة ولكن الشرطة قد طلبت من
الـ WWE .COM عدم انشار أي تفاصيل في هذا الوقت
- وقد قالت المصادر أيضا أن الغريب أن زوجة المصارع كريس بنوا وهي نانسي قد قتلها كريس بنوا يوم
السبت! ثم قتل ابنه دانيال يوم الأحد ثم قام كريس بنوا بقتل نفسه بعد ذلك في ليلة أمس «الاثنين» 
- وقد قالت الشرطة إنها وجدت زوجة المصارع كريس بنوا وهي نانسي في غرفة الجلوس.. ووجدوا
بنوا في غرفة التدريب " weight room " ووجدوا ابنه دانيال في غرفة نومه
- وقد قالت المصادر إن الملازم الأول تومي بوب قد قال لقناة الـ ABC الاخبارية ان الشرطة
قد حددت كيفية الموت.. وقد قال أيضا تومي بوب إن الشرطة لم تبحث عن أي مشتبه بهذة القضية
لإن بنوا هو الذي قام بعمل هذا.
 
- وقد قالت المصادر إن المُخبر بو تيرنر قد تحدث على قناة الـ WAGA وقال أن الشرطة تحريت من سبب
الوفاة وقالت إنها عملية انتحار ولكن قد قال بو تيرنر إنه لا يمكن أن يؤكد أي شيء إلا بعد عرض جثث
عائلة المصارع بنوا في المشرحة 
- وقد قالت قناة الـ WAGA إن الشرطة تعتقد أن المصارع كريس بنوا هو الذي قام بقتل زوجته وابنه ثم
قتل نفسة ولكن هذا سنعرفه تفصيليا بعد أن يخرج كريس بنوا من الفحوصات
- وقد قال المصدر أيضا أن جار المصارع كريس بنوا قد اتصل أيضا بالشرطة وبعد أن جاءت الشرطة قد وجدوا
الثلاث جثث في ثلاث غرف مختلفة!
- وقد قالت المصادر إن المحقق تومي بوب قد أخبر جريدة اسوشيتد برس "Associated Press" 
إن سبب الوفاة القتل والانتحار.. وقال لهم إن سبب الموت: انتظروا حتى تُصدر نتائج التشريح يوم الثلاثاء
فسوف نعرف يوم الثلاثاء سواء قد قُتلت الأسرة بآلات حادة أم ماذا!
```
وقد قالت مصادر أخرى إن:
```

- سبب وفاة المصارع كريس بنوا وزوجته وابنه هو الاختناق!
 
- وقد قالت المصادر أيضا ملاحظة مهمة وهي إن من السابق أن الشرطة قد أمسكت بـ كريس بنوا بسبب أنه كان متناول الكحول
- وقد قالت الشرطة إنها وجدت الكثير من الأدوية في منزله ولكنها كانت أدوية شرعية ليست مخدرة أو غيره
- وقد وجدت أيضا الشرطة بعض الأدوية المنشطة في منزله.
- وقد قالت التقارير إن كريس بنوا قد قتل نفسه بعد عدة ساعات من قتل ابنه دانيال
- وقد قال سكوت بالارد المدعي باسم المنطقة التي يسكن بها كريس بنوا إن الشرطة قد وجدت كتاب التوراة بالقرب من كل
ضحية حيث قد كان بجانب كريس بنوا هذا الكتاب وكان بجانب زوجته هذا الكتاب
و كان بجانب ابنه هذا الكتاب.
- وقد قال المصدر إن الشرطة قالت إن المصارع كريس بنوا قد ربط أيدي وأرجل زوجته نانسي عندما قتلها
وقد وجدت الشرطة الدماء بجانب جسم نانسي.
- وقد قال المصدر إن المصارع كريس بنوا لم يفكر في أي محاولة لإخفاء أجسام زوجته وابنه
- وقد قالت المصادر إن الشرطة وجدت نانسي بالطابق العلوي من المنزل ووجدت دانيال بالطابق العلوي أيضا
أما كريس بنوا فقد كان في غرفة التمرين وقد قتل نفسه بها في إحدى الممرات الضيقة! .
- وقد قال المصدر إن تقارير مركز السموم تأخذ الآن إجراءتها لتعلم إذا قد حدث تسمم للمصارع كريس بنوا
وعائلتة أم ماذا.. وسوف يصدر مركز السموم تقاريره في خلال أسبوعان.
- وقد صرح موقع الـ WWE.COM وقال إن الشرطة وجدت دانيال ينزل دما 
- وقد قالت المصادر إن موقع الـ TNA قد أشار بوفاة المصارع كريس بنوا.
- وقد قالت الصحيفة المشهورة وهي اسوشيتد برس بأن المصارع كريس بنوا قد قتل
زوجته بنوا عندما خنقها بحبل كهربائي وهذا كان يوم السبت ثم يوم الأحد قام بخنق ابنه دانيال 
ويوم الاثنين علق نفسه في إحدى الأجهزة.
- وقد قالت مصادر قريبة من نانسي إنها كان لديها صندوق إيداع وقد أوصت بأن إذا قد حدث لها شيء يجب على 
الشرطة أن تقوم بعمل إجراءاتها بخصوص هذا الأمر.
- وقد قال موقع ABCNews.com إن التقارير الطبية قد أوضحت بأن كان يوجد بعض من الدم على وجه 
نانسي وكان يوجد أيضا بعض الكدمات على جسمها وظهرها.
- وقد قال المصدر إن القناة الإخبارية المشهورة وهي CBS قد أذاعت خبر غريب من نوعه حيث قالت
إن نانسي مسبقا قد قدمت دعوى وشكوى ضد زوجها كريس بنوا في عام 2003 وكان السبب
أنه كان يقوم بعمل أعمال عنف فهي خافت على أمان نفسها وعلى أمان ابنها دانيال.
- والآن قناة الـ Global News قد استضافت بريت هارت في كندا.. وتحدث بريت هارت عن حادثة 
كريس بنوا الأخيرة وقال إنه يعتقد أن سبب ما حدث هو المنشطات وأنه لا يصدق ولا يتصور 
ماقالتة الأخبار عن كريس بنوا وأنه هو القاتل..

## انجازاته
- حصل لمرة واحدة على بطولة الوزن الثقيل World Heavyweight Champion. في راسلمنيا 20 من تربل اتش في مباراة ثلاثية
- حصل مرة على بطولة United States Champion. من ايدي جريرو
- حصل ثلاث مرات على بطولة World Television Champion.
- حصل مرتين على بطولة التاج تيم مرة مع كريس جيركو ومرة مع ايدج
- حصل مرة واحدة علي لقب العالم للوزن الثقيل في اتحاد IWGP
- الفائز في مباراة الرويال رامبل عام 2004
- حصل على بطولة القارات مرة واحدة intercontinental

## ألقاب أخرى
- Top of the Super Junior tournament لعام 1993م.
- Super J Cup tournament لعام 1994م.
- Best of the Super Junior tournament لعام 1995م.

Wrestling Observer Newsletterا
- كريس بنواة عضو في الهيل اوف فام لـ Wrestling Observer Newsletter ودخل إليها عام 2003م.
- هو أفضل مصارع تقني لعام 1994 م.
- لعب مباراة قوية (خمس نجوم) ضد المصارع Great Sasuke على كأس Super J Cup عام 1994م.
- هو أفضل مصارع تقني لعام 1995 م.
- كان أكثر مصارع مقلل في التقدير لعام 1998م.
- كان أكثر مصارع بارز في عام 2000 م.
- كان أفضل مصارع تقني لعام 2000م.
- لعب في عام 2002 مباراة العام Match of the Year مع المصارع كارت انجل ضد ري ميستيريو وايدج.
- أفضل مصارع تقني لعام 2003م.
- أكثر مصارع بارز في عام 2004م.
- خاض في عام 2004م عداء العام Feud of the Year ضد شون مايكلز Shawn Michaels وتربل اتش Triple H.
- أفضل مصارع تقني لعام 2004م.
- Best Brawler لعام 2004م.
- Pro Wrestling Illustrated

لقد صنفه الـ PWI في المركز رقم 69 من اصل أفضل 500 مصارع فردي لسنوات الـ PWI وذلك عام 2003 م.
- ولقد ربح أيضاً ثلاث جوائز من الـ PWI في عام 2004م، وهم: مصارع العام Wrestler of the Year وعداء العام Feud of the Year ضد تربل اتش ومباراة العام Match of the Year ضد تربل اتش وشون مايكلز.
- صنفه الـ PWI في المركز الأول (1) من اصل احسن 500 مصارع فردي لعام 2004م

## روابط خارجية
- كريس بنوا على موقع IMDb (الإنجليزية)
- كريس بنوا على موقع إن إن دي بي (الإنجليزية)
- كريس بنوا على موقع قاعدة بيانات الفيلم (الإنجليزية)
- كريس بنوا على موقع WrestlingData.com (الإنجليزية)
- كريس بنوا على موقع CageMatch worker (الإنجليزية)
- كريس بنوا على موقع قاعدة بيانات المصارعة على الإنترنت (الإنجليزية)
- كريس بنوا على موقع عالم المصارعة على الإنترنت (الإنجليزية)
- كريس بنوا على موقع عالم المصارعة على الإنترنت (الإنجليزية)